# Шеве
Шеве (лат. Alaudidae) су породица птица певачица, која насељава Стари свет и северну и источну Аустралију, а врста планинска ушата шева (Eremophila alpestris) насељава и Северну Америку. Шеве насељавају различита станишта, али већина врста живи у сушним регионима.

## Опис
Шеве (Alaudidae) су птице мале или средње величине 12—24 cm дужине и 15—75 грама тежине.

## У култури

### Шеве као храна
Месо шева се користи за припрему великог броја јела, на пример, оно се може кувати или користити као надев за пите од меса. Језици шева су били посебно цењени. У модерно време, због смањења станишта месо шева се тешко налази, али се може пронаћи у ресторанима у Италији или у другим крајевима јужне Европе.

### Кућни љубимац
У Кини, шеве се традиционално чувају као кућни љубимци. Становници Пекинга шеве уче да опонашају гласове других птица певачица и животиња. У складу са својом традицијом шеве обучавају да опонашају 13 различитих звукова у строгом реду (тзв. „13 песама шева”, кинеске: 百灵十三套). Шеве које науче да отпевају свих 13 звукова у тачном редоследу су веома цењене, док било која грешка умањује њихову вредност.

## Систематика
Постоји двадесет један живући и један изумрли род породице шева (Alaudidae):
- Род Alaemon
  - Кривокљуна шева
 (Alaemon alaudipes)
  - Alaemon hamertoni
- Род Chersomanes
  - Chersomanes beesleyi
  - Chersomanes albofasciata
- Род Ammomanopsis
  - Ammomanopsis grayi
- Род Certhilauda
  - Certhilauda chuana
  - Certhilauda subcoronata
  - Certhilauda benguelensis
  - Certhilauda semitorquata
  - Certhilauda curvirostris
  - Certhilauda brevirostris
- Род Pinarocorys
  - Pinarocorys nigricans
  - Pinarocorys erythropygia
- Род Ramphocoris
  - Дебелокљуна шева
 (Rhamphocoris clotbey)
- Род Ammomanes
  - Пустињска шева
 (Ammomanes deserti)
  - Црнорепа мала шева
 (Ammomanes cinctura)
  - Ammomanes phoenicura
- Род Eremopterix
  - Eremopterix australis
  - Eremopterix hova
  - Шева врапчарка
 (Eremopterix nigriceps)
  - Eremopterix leucotis
  - Eremopterix griseus
  - Eremopterix signatus
  - Сиволеђа зеболика шева
 (Eremopterix verticalis)
  - Eremopterix leucopareia
- Род Calendulauda
  - Calendulauda sabota
  - Calendulauda poecilosterna
  - Calendulauda alopex
  - Calendulauda africanoides
  - Calendulauda albescens
  - Calendulauda burra
  - Calendulauda erythrochlamys
  - Calendulauda barlowi
- Род Heteromirafra
  - Heteromirafra ruddi
  - Heteromirafra archeri
- Род Mirafra
  - Mirafra fasciolata
  - Mirafra apiata
  - Mirafra hypermetra
  - Mirafra africana
  - Mirafra rufocinnamomea
  - Mirafra angolensis
  - Mirafra williamsi
  - Mirafra passerina
  - Mirafra cheniana
  - Mirafra javanica
  - Mirafra cantillans
  - Mirafra microptera
  - Mirafra assamica
  - Mirafra erythrocephala
  - Mirafra erythroptera
  - Mirafra affinis
  - Mirafra gilletti
  - Mirafra rufa
  - Mirafra collaris
  - Mirafra ashi
  - Mirafra somalica
  - Mirafra pulpa
  - Mirafra cordofanica
  - Mirafra albicauda
- Род Lullula
  - Шумска шева
 (Lullula arborea)
  - Lullula balcanica †
  - Lullula slivnicensis †
  - Lullula minor †
  - Lullula parva †
  - Lullula minuscula †
  - Lullula neogradensis †
- Род Spizocorys
  - Spizocorys obbiensis
  - Spizocorys sclateri
  - Spizocorys starki
  - Spizocorys fremantlii
  - Spizocorys personata
  - Spizocorys fringillaris
  - Spizocorys conirostris
- Род Alauda
  - Белокрила шева
 (Alauda leucoptera)
  - Alauda razae
  - Источна пољска шева
 (Alauda gulgula)
  - Пољска шева
 (Alauda arvensis)
  - Источна мала шева
 (Alaudala rufescens)
  - Alauda xerarvensis †
  - Alauda tivadari †
- Род Galerida
  - Galerida deva
  - Galerida modesta
  - Galerida magnirostris
  - Западна ћубаста шева
 (Galerida theklae)
  - Ћубаста шева
 (Galerida cristata)
  - Galerida malabarica
  - Galerida macrorhyncha
  - †Galerida bulgarica
  - †Galerida pannonica
- Род Eremophila
  - Планинска ушата шева
 (Eremophila alpestris)
  - Пустињска ушата шева
 (Eremophila bilopha)
  - Eremophila prealpestris †
- Род Calandrella
  - Хјумова мала шева
 (Calandrella acutirostris)
  - Calandrella dukhunensis
  - Calandrella erlangeri
  - Calandrella blanfordi
  - Calandrella cinerea
  - Мала шева или краткопрста шева
 (Calandrella brachydactyla)
  - Calandrella gali †
- Род Melanocorypha
  - Велика шева
 (Melanocorypha calandra)
  - Азијска велика шева
 (Melanocorypha bimaculata)
  - Melanocorypha maxima
  - Melanocorypha mongolica
  - Црна шева
 (Melanocorypha yeltoniensis)
- Род Chersophilus
  - Дугокљуна шева
 (Chersophilus duponti)
- Род Eremalauda
  - Пустињска шевица
 (Eremalauda dunni)
- Род Alaudala
  - Alaudala rufescens
  - Азијска мала шева
 (Alaudala cheleensis)
  - Alaudala raytal
  - Alaudala somalica
- Род Eremarida †
  - Eremarida xerophila †